# Rupert Goold
Rupert Goold (Highgate, 18 febbraio 1972) è un regista, direttore artistico e sceneggiatore britannico, attivo soprattutto in campo teatrale.

## Biografia
Dopo la laurea in Letteratura inglese al Trinity College dell'Università di Cambridge e la borsa di studio Fulbright in Performance studies alla New York University, ha mosso i primi passi nel mondo della regia teatrale alla Donmar Warehouse nel 1995. Dopo aver lavorato come assistente alla regia per il dramma Art al Wyndham's Theatre nel 1999 e la pièce Speed-the-Plow nel West End londinese, è stato direttore artistico del Royal and Derngate Theatres di Northampton dal 2000 al 2005.
Nel 2007 ha diretto Patrick Stewart in un acclamato allestimento di Macbeth al Minerva Theatre di Chichester, che successivamente fu riproposto anche al Gielguld Theatre di Londra, la Brooklyn Academy of Music di New York ed il Lyceum Theatre di Broadway. L'allestimento fu un grande successo di pubblico e critica e valse a Good il Laurence Olivier Award e l'Evening Standard Theatre Awards al miglior regista; nel 2010 tornò a dirigere Macbeth nell'adattamento televisivo della sua produzione, sempre con Stewart nel ruolo eponimo.
Nel 2009 ricreò la regia di Sam Mendes per il musical Oliver! in scena al Theatre Royal Drury Lane con Rowan Atkinson nel ruolo di Fagin. Dal 2010 si unì alla Royal Shakespeare Company in veste di regista associato. Dal 2013 è il direttore artistico dell'Almeida Theatre di Londra.
Nel 2015 ha fatto il suo debutto cinematografico con il thriller True Story, mentre nel 2019 ha diretto Renée Zellweger nel film su Judy Garland Judy.

## Vita privata
Nel 2001 ha sposato Kate Fleetwood e la coppia ha avuto un figlio, Raphael, e una figlia, Constance.

## Filmografia

### Cinema
- True Story (2015)
- Judy (2019)

### Televisione
- Macbeth - film TV (2010)
- The Hollow Crown - miniserie TV, 1 episodio (2012)
- King Charles III - film TV (2017)